# 南緯9度線
南緯9度線（なんい9どせん）は、地球の赤道面より南に地理緯度にして9度の角度を成す緯線。大西洋、アフリカ、インド洋、オーストララシア、太平洋、南アメリカを通過する。
この緯度の下では、夏至点時の可照時間は12時間39分であり、冬至点時の可照時間は11時間36分である。

## 通過する地域一覧
南緯9度線は、本初子午線から東に向かって以下の場所を通っている。
| 地理座標                                             | 国土・領土・領海         | 備考 |
| ---------------------------------------------------- | ------------------------ | --- |
| 南緯9度0分 東経0度0分 / 南緯9.000度 東経0.000度      | 大西洋                   | |
| 南緯9度0分 東経13度1分 / 南緯9.000度 東経13.017度    | アンゴラ                 | |
| 南緯9度0分 東経21度51分 / 南緯9.000度 東経21.850度   | コンゴ民主共和国         | |
| 南緯9度0分 東経28度27分 / 南緯9.000度 東経28.450度   | ムウェル湖               | |
| 南緯9度0分 東経29度1分 / 南緯9.000度 東経29.017度    | ザンビア                 | |
| 南緯9度0分 東経31度56分 / 南緯9.000度 東経31.933度   | タンザニア               | 本土及びキルワ・キシワニとソンゴ・ムナラの遺跡群 |
| 南緯9度0分 東経39度32分 / 南緯9.000度 東経39.533度   | インド洋                 | プロヴィデンス環礁（ セーシェル）のちょうど北を通過。 ジャワ島, バリ島, ヌサペニダ島,ロンボク島（ インドネシア）のちょうど南を通過。 |
| 南緯9度0分 東経116度44分 / 南緯9.000度 東経116.733度 | インドネシア             | スンバワ島 |
| 南緯9度0分 東経117度32分 / 南緯9.000度 東経117.533度 | インド洋                 | スンバ海峡 サヴ海 - フローレス島（ インドネシア）のちょうど南を通過。 |
| 南緯9度0分 東経124度48分 / 南緯9.000度 東経124.800度 | インドネシア             | ティモール島 - 約16km |
| 南緯9度0分 東経124度56分 / 南緯9.000度 東経124.933度 | 東ティモール             | ティモール島 - 約14km |
| 南緯9度0分 東経125度5分 / 南緯9.000度 東経125.083度  | インドネシア             | ティモール島 - 約6km |
| 南緯9度0分 東経125度8分 / 南緯9.000度 東経125.133度  | 東ティモール             | ティモール島 |
| 南緯9度0分 東経126度8分 / 南緯9.000度 東経126.133度  | ティモール海             | |
| 南緯9度0分 東経130度59分 / 南緯9.000度 東経130.983度 | アラフラ海               | |
| 南緯9度0分 東経140度50分 / 南緯9.000度 東経140.833度 | インドネシア             | ニューギニア島 |
| 南緯9度0分 東経141度1分 / 南緯9.000度 東経141.017度  | パプアニューギニア       | ニューギニア島及びパラマ島 |
| 南緯9度0分 東経143度27分 / 南緯9.000度 東経143.450度 | 珊瑚海                   | パプア湾 |
| 南緯9度0分 東経146度36分 / 南緯9.000度 東経146.600度 | パプアニューギニア       | ニューギニア島 |
| 南緯9度0分 東経148度31分 / 南緯9.000度 東経148.517度 | ソロモン海               | オロ湾 |
| 南緯9度0分 東経149度7分 / 南緯9.000度 東経149.117度  | パプアニューギニア       | ニューギニア島 |
| 南緯9度0分 東経149度8分 / 南緯9.000度 東経149.133度  | ソロモン海               | ダントルカストー諸島とトロブリアンド諸島（共に パプアニューギニア）の間を通過。 |
| 南緯9度0分 東経152度23分 / 南緯9.000度 東経152.383度 | パプアニューギニア       | ヌサム島及びウッドラーク島 |
| 南緯9度0分 東経152度39分 / 南緯9.000度 東経152.650度 | ソロモン海               | テテパレ島, バングヌ, ヌグガトタエ島（いずれも ソロモン諸島）のちょうど南を通過。 |
| 南緯9度0分 東経159度2分 / 南緯9.000度 東経159.033度  | ソロモン諸島             | ラッセル諸島 |
| 南緯9度0分 東経159度16分 / 南緯9.000度 東経159.267度 | ニュージョージア海峡     | サボ島（ ソロモン諸島）のちょうど北を通過。 |
| 南緯9度0分 東経160度3分 / 南緯9.000度 東経160.050度  | ソロモン諸島             | フロリダ諸島 |
| 南緯9度0分 東経160度13分 / 南緯9.000度 東経160.217度 | インディスペンダブル海峡 | |
| 南緯9度0分 東経160度46分 / 南緯9.000度 東経160.767度 | ソロモン諸島             | マライタ島 |
| 南緯9度0分 東経161度8分 / 南緯9.000度 東経161.133度  | 太平洋                   | フナフティ島とヌクラエラエ環礁（共に ツバル）の間を通過。 ヌクノノ島（ トケラウ）のちょうど北を通過。 |
| 南緯9度0分 西経158度3分 / 南緯9.000度 西経158.050度  | クック諸島               | ペンリン島 |
| 南緯9度0分 西経157度56分 / 南緯9.000度 西経157.933度 | 太平洋                   | ヌクヒバ島及びウアフカ島（共に フランス領ポリネシア）のちょうど南を通過。 |
| 南緯9度0分 西経78度40分 / 南緯9.000度 西経78.667度   | ペルー                   | |
| 南緯9度0分 西経72度57分 / 南緯9.000度 西経72.950度   | ブラジル                 | アクレ州 アマゾナス州 ロンドニア州 - 約8km アマゾナス州 - 約20km ロンドニア州 マットグロッソ州 パラー州 トカンティンス州 マラニョン州 ピアウイ州 バイーア州 ペルナンブーコ州 バイーア州 ペルナンブーコ州 - 約13km バイーア州 - 約5km ペルナンブーコ州 アラゴアス州 - 約20km ペルナンブーコ州 - 約8km アラゴアス州 - 約15km ペルナンブーコ州 アラゴアス州 |
| 南緯9度0分 西経35度12分 / 南緯9.000度 西経35.200度   | 大西洋                   | |